# 团城山街道
团城山街道，是中华人民共和国湖北省黃石市下陆区下辖的一个乡镇级行政单位。

## 行政区划
团城山街道下辖以下地区：
马鞍山社区、青龙山社区、箭楼下社区、袁家畈社区、陈伯臻社区、肖家铺社区、皇姑岭社区、杭州东路社区居委、石榴园社区和柯尔山社区。